# Limex

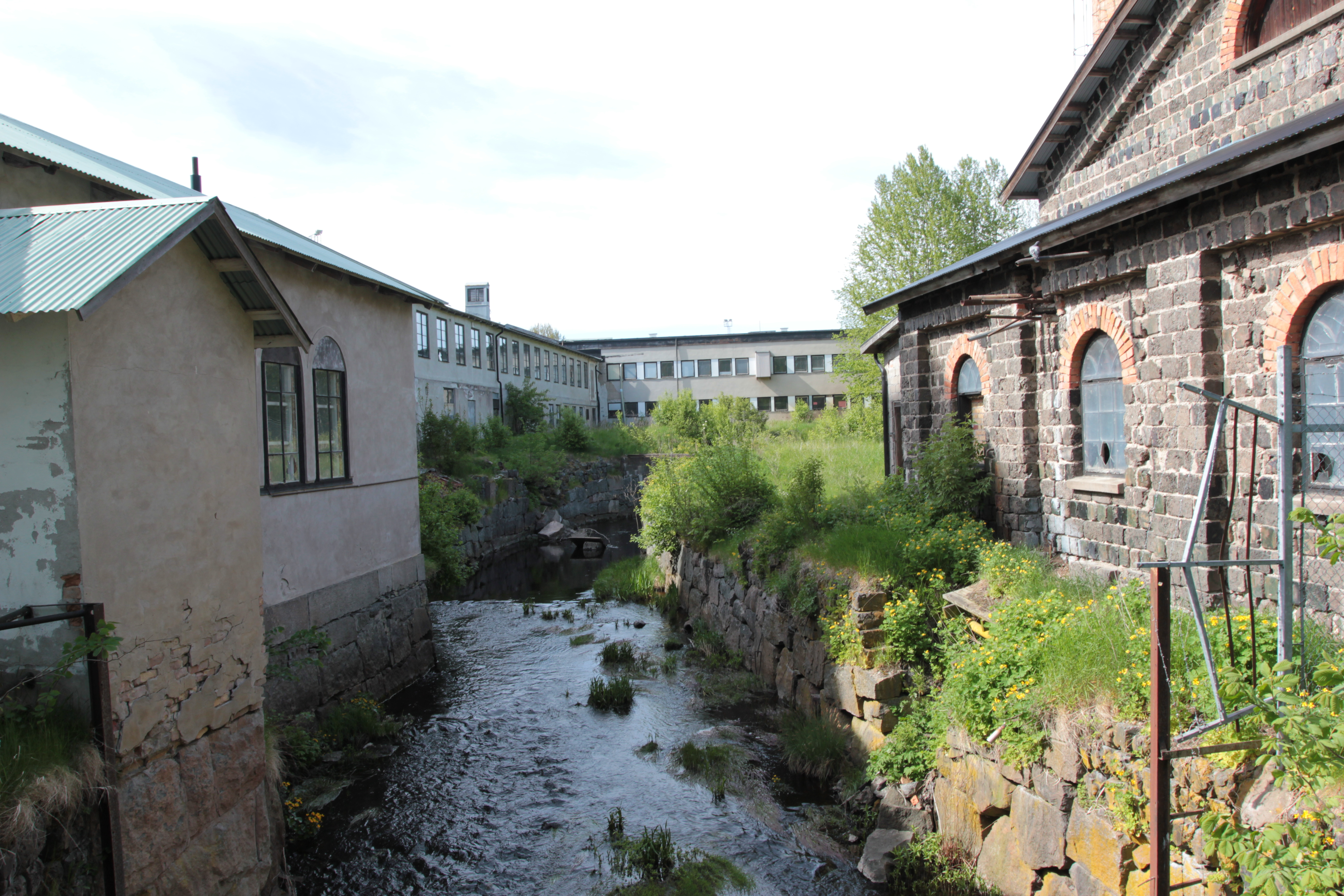
Resterna av Tobos första skidfabrik (längan t.v.), senare radiofabrik.

Limex är ett svenskt skidmärke som under slutet av 1940- till början av 1960-talet var dominerande bland svenska och till viss del också utländska skidåkare. Skidan tillverkades till en början i Tobo av AB Tobo Bruk som ägdes av AB Cykelfabriken Monark. Namnet Limex utsågs i en tävling där det vinnande bidraget Limexskidan kom från Rune Burtu som belönades med 50kr. Produktionen inleddes sommaren 1943 och efterhand gavs även rätt att tillverka skidan ut på licens till fabriker i bland annat Finland och Schweiz. Tillverkningen lades ner vid Tobo bruk 1967 men togs upp igen av Edsbyverken.
1948 slog skidan igenom under Olympiska spelen i St. Moritz där flera svenska skidåkare skördade stora framgångar på Limexskidor. Den siste store skidåkaren på Limexskidor var Assar Rönnlund som vann Vasaloppet 1967.